# Stor-Rotliden
Stor-Rotliden är ett naturreservat i Lycksele kommun och Åsele kommun i Västerbottens län.
Området är naturskyddat sedan 2006 och är 534 hektar stort. Reservatet omfattar två höjder med myrmark emellan. Reservatet består av grandominerade naturskogar.